# FIS Marathon Cup 1999/2000
Sezon 1999/2000 FIS Marathon Cup był pierwszą edycją tego cyklu. W kalendarzu znalazło się osiem biegów, z czego trzy się nie odbyły z powodu braku śniegu. Cykl rozpoczął się w drugiej połowie stycznia 2000 roku włoskim maratonem Marcialonga, a zakończył w połowie marca 2000 roku szwajcarskim Engadin Skimarathon.
Pierwszymi w historii zdobywcami FIS Marathon Cup zostali: Rosjanka Swietłana Nagiejkina wśród kobiet oraz Estończyk Raul Olle wśród mężczyzn. 

## Kalendarz i wyniki

### Kobiety
| Lp | Zawody                           | Dystans             | 1. miejsce           | 2. miejsce        | 3. miejsce      |
| -- | -------------------------------- | ------------------- | -------------------- | ----------------- | --------------- |
| 1. | Predazzo - Marcialonga           | 70 km s. klasycznym | Swietłana Nagiejkina | Maria Theurl      | Sabina Valbusa  |
| 2. | Lienz - Dolomitenlauf            | 60 km s. dowolnym   | Zawody odwołano      | Zawody odwołano   | Zawody odwołano |
| 3. | Oberammergau - König-Ludwig-Lauf | 51 km s. klasycznym | Swietłana Nagiejkina | ?                 | ?               |
| 4. | Otepää - Tartu Maraton           | 63 km s. klasycznym | Zawody odwołano      | Zawody odwołano   | Zawody odwołano |
| 5. | Lamoura - Transjurassienne       | 44 km s. dowolnym   | Stefania Belmondo    | Kristina Šmigun   | Łarisa Łazutina |
| 6. | Hayward - American Birkebeiner   | 52 km s. dowolnym   | Zawody odwołano      | Zawody odwołano   | Zawody odwołano |
| 7. | Sälen - Vasaloppet               | 90 km s. klasycznym | Swietłana Nagiejkina | Sofia Lind        | Maria Theurl    |
| 8. | Samedan - Engadin Skimarathon    | 42 km s. dowolnym   | Julija Czepałowa     | Brigitte Albrecht | Maria Theurl    |

### Mężczyźni
| Lp | Zawody                           | Dystans             | 1. miejsce      | 2. miejsce      | 3. miejsce           |
| -- | -------------------------------- | ------------------- | --------------- | --------------- | -------------------- |
| 1. | Predazzo - Marcialonga           | 70 km s. klasycznym | Fulvio Valbusa  | Leonardo Follis | Fabio Giacomel       |
| 2. | Lienz - Dolomitenlauf            | 60 km s. dowolnym   | Zawody odwołano | Zawody odwołano | Zawody odwołano      |
| 3. | Oberammergau - König-Ludwig-Lauf | 51 km s. klasycznym | Stanislav Řezáč | Raul Olle       | ?                    |
| 4. | Otepää - Tartu Maraton           | 63 km s. klasycznym | Zawody odwołano | Zawody odwołano | Zawody odwołano      |
| 5. | Lamoura - Transjurassienne       | 76 km s. dowolnym   | Johann Mühlegg  | Per Elofsson    | Juan Jesús Gutiérrez |
| 6. | Hayward - American Birkebeiner   | 52 km s. dowolnym   | Zawody odwołano | Zawody odwołano | Zawody odwołano      |
| 7. | Sälen - Vasaloppet               | 90 km s. klasycznym | Raul Olle       | Oskar Svärd     | Staffan Larsson      |
| 8. | Samedan - Engadin Skimarathon    | 42 km s. dowolnym   | Gerhard Urain   | Norman Kostner  | Vincent Vittoz       |

## Klasyfikacje
| Lp. | Zawodnik             | Punkty |
| --- | -------------------- | ------ |
| 1.  | Swietłana Nagiejkina | 400    |
| 2.  | Maria Theurl         | 240    |
| 3.  | Monica Johansson     | 146    |
| 4.  | Julija Czepałowa     | 136    |
| 5.  | Sofia Lind           | 130    |
| 6.  | Nadieżda Sliesariewa | 104    |
| 7.  | Stefania Belmondo    | 100    |
| 7.  | Julija Czepałowa     | 100    |
| 9.  | Kristina Šmigun      | 80     |
| 9.  | Brigitte Albrecht    | 80     |

| Lp. | Zawodnik        | Punkty |
| --- | --------------- | ------ |
| 1.  | Raul Olle       | 208    |
| 2.  | Staffan Larsson | 161    |
| 3.  | Stanislav Řezáč | 132    |
| 4.  | Johann Mühlegg  | 100    |
| 4.  | Gerhard Urain   | 100    |
| 4.  | Fulvio Valbusa  | 100    |
| 7.  | Per Elofsson    | 80     |
| 7.  | Leonardo Follis | 80     |
| 7.  | Norman Kostner  | 80     |
| 7.  | Oskar Svärd     | 80     |